# Lissac-sur-Couze
Lissac-sur-Couze este o comună în departamentul Corrèze din centrul Franței. În 2009 avea o populație de 710 de locuitori.

## Evoluția populației
| An        | 1975 | 1982 | 1990 | 1999 | 2006 | 2009 |
| --------- | ---- | ---- | ---- | ---- | ---- | ---- |
| Populație | 401  | 402  | 475  | 527  | 664  | 710  |